# 异齿沧龙属
异齿沧龙属是沧龙科可能為疑難名的一属。本屬目前僅包含一種，即鋸刃異齒滄龍，化石出土於摩洛哥奧拉德塔伊阿卜盆地地層年代屬於晚馬斯垂克期的磷酸鹽礦區。

## 詞源學
属名来自希腊语的“Xenos”（意为“奇特、奇异”）和拉丁语的“Dens”（意为“牙齿”），来自化石中保存的独特牙齿。種名則來自阿拉伯语کالمنشار，意思是像锯子一样，同樣也是源自牠們獨特的牙齿外形。

## 描述

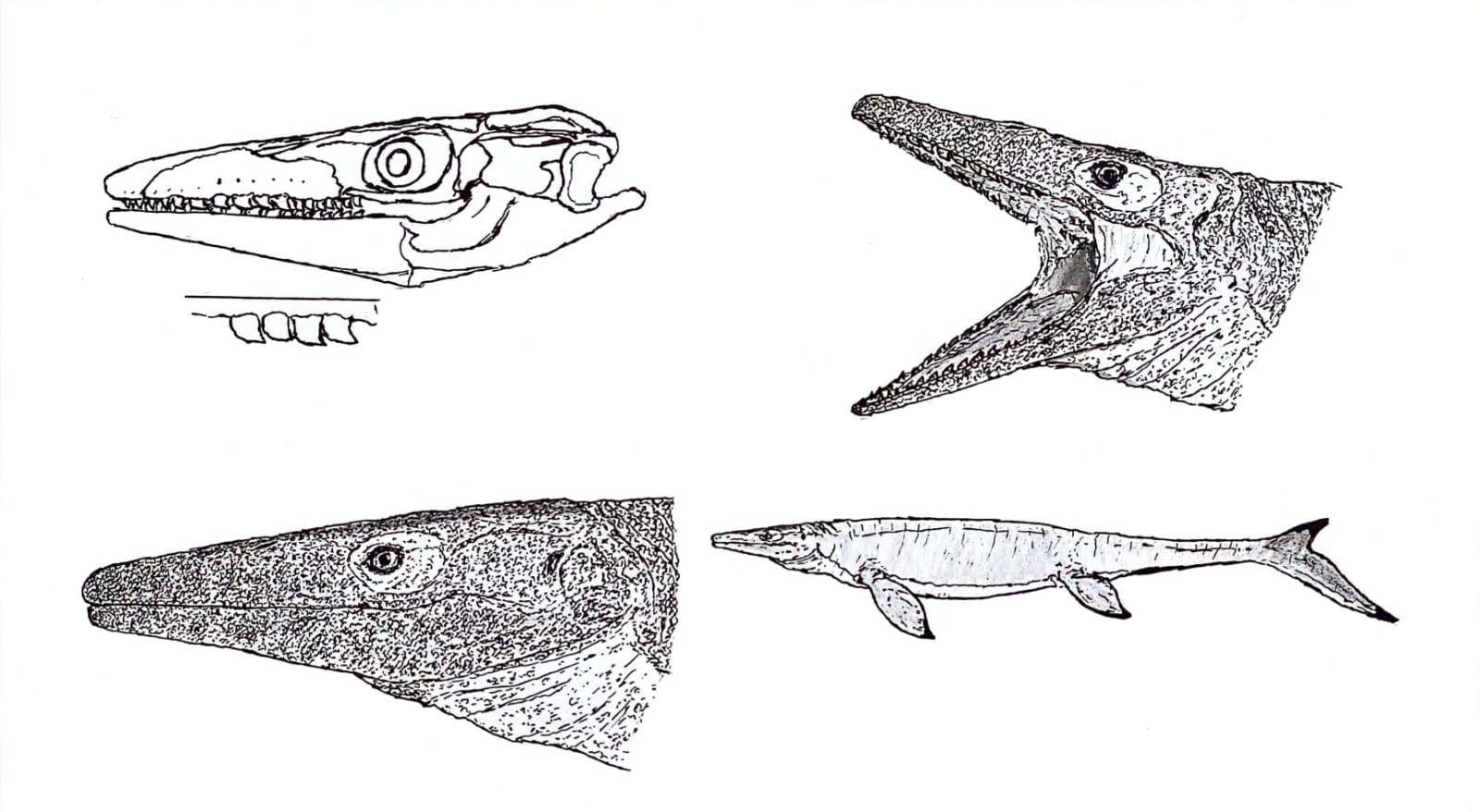
參考正模標本的異齒滄龍屬的顱骨及復原圖

鋸刃異齒滄龍體長約為1米（3.3英尺），具有短而扁平、類似刀片的牙齒，而緊密排列的牙齒就像是鋸齒一般，適合切割肉類。這個特徵目前並未在四足類上發現，但卻與部分角鯊目物種及食人魚的牙齒十分類似，屬於趨同演化。科學家認為這樣高度特化的齒式讓鋸刃異齒滄龍得以以頭足綱、甲殼類、魚類以及大型海生爬行動物的腐肉為食。

## 分類學
異齒滄龍屬被分類至滄龍亞科下，與牠們親緣關係最近的近親被認為是食殼性的龍骨齒龍屬。2024年，夏普、波爾斯與科德韋爾重新檢視了異齒滄龍屬的正模標本並提出質疑該標本可能為偽造的化石嵌合体。其中四顆牙齒是被人工黏在上頜骨的兩個牙槽上；由於隨著個體發育牙齒外型也會改變，他們無法排除這些牙齒可能其實屬於龍骨齒龍屬的幼年個體。也因此，夏普等人認為異齒滄龍屬應為疑難名，是否為有效名還需仰賴後續的電腦斷層掃描分析。

## 外部連結
- This ancient sea reptile had a slicing bite like no other （页面存档备份，存于）, Xenodens calminechari, with life-restoration. Science News, February 2, 2021
- Xenodens, a weird shark-toothed mosasaur from Morocco- Nick Longrich （页面存档备份，存于）